# Kleenex
Pour le groupe de rock suisse, voir Liliput.
Kleenex est une marque déposée par la société américaine Kimberly-Clark Corporation, fabricant entre autres des mouchoirs , et qui est entrée par antonomase dans le langage courant pour désigner un mouchoir jetable en papier.
Elle est exploitée en France par la société Kimberley Clark et son siège se situe à Nanterre.
Les mouchoirs jetables, par leur côté pratique et hygiénique, ont supplanté les mouchoirs en tissu[réf. nécessaire].

## Historique
C’est après la Première Guerre mondiale que l’entreprise Kimberly-Clark, basée dans le Wisconsin, aux États-Unis, crée des feuilles en cellulose, une matière utilisée au départ pour les pansements. Les premiers « mouchoirs » en papier sont commercialisés en  1924 comme produits absorbants destinés au démaquillage sous le nom de Kleenex, une combinaison phonétique de « cleansing » (« nettoyage ») réduit à « clean » et de « ex » qui vient du produit précédent de la marque, précurseur des serviettes hygiéniques jetables et nommé Kotex.
La boîte de Kleenex, avec sa fente sur le dessus pour permettre la distribution des feuilles, est lancée sur le marché en 1928 et s’impose rapidement sur le territoire américain.
Ce n'est qu'en 1930 que le produit commence à être vendu comme mouchoir jetable. Arrivent ensuite différentes variations comme les mouchoirs de couleurs différentes. En 1932, les paquets de mouchoirs de poche sont à leur tour en vente.
Après la Seconde Guerre mondiale, Kleenex investit d’autres marchés en Europe et sur les autres continents. Parallèlement, la marque commercialise également, et c’est une innovation, les couches culottes jetables.
En France, c’est en 1960 que débarquent les premiers mouchoirs Kleenex. Pour conquérir le jeune public, la marque imprime les héros de l’époque sur ses mouchoirs, le résultat est immédiat, les ventes décollent.
En 1999, nouvelle innovation pour la marque Kleenex qui lance le « Balsam », un mouchoir spécial « rhume et allergies ». Ce mouchoir aide à calmer les irritations dues à l’utilisation intensive des mouchoirs. Enfin Kleenex lance à la même époque le Kleenex menthol qui permet de dégager les voies respiratoires.
À l’heure actuelle[Quand ?], il se vend environ 20 millions de mouchoirs Kleenex par an en France, sachant qu'un consommateur moyen français utilise 160 mouchoirs par an alors qu'un Américain en utilise 1 200 sur la même période.

## Préoccupations environnementales
Au début des années 2000, la marque est attaquée par des associations de protection de l’environnement qui dénoncent les abattages intensifs d’arbres utilisés pour la fabrication des mouchoirs. Pour répondre à ces attaques, Kleenex utilise de plus en plus le papier recyclé pour fabriquer ses mouchoirs jetables, et encourage ses utilisateurs à ne pas jeter les mouchoirs usagés dans la nature.

## Sens dérivés
Bien que la majorité des dictionnaires ne reconnaissent pas l'usage du mot kleenex comme un nom commun, celui-ci est fréquemment utilisé par antonomase dans le langage courant français pour désigner des mouchoirs en papier jetable de toutes marques. D'autre part, son caractère jetable a conduit à forger l'expression « génération kleenex » qui désigne soit le fait de consommer des appareils électro-ménagers sans vouloir les réparer, soit le manque d'engagement à long terme menant à des relations de couple de courte durée, ou, sur le plan professionnel, à des contrats précaires.
Il existe un groupe warez spécialisé dans le contenu pornographique qui se nomme KLEENEX. Leurs releases sont de format SD (standard definition), ce qui est une taille d'image assez basse, mais avec en contrepartie une taille de fichier basse, ce qui permet à l'utilisateur de télécharger plus rapidement la vidéo.[réf. nécessaire]